# Микро знак
Микро знак (µ, {\displaystyle \mu }) је Уникод карактер U+00B5.  Служи као симбол за СИ префикс "микро"; једини је не-латинични карактер који се користи као СИ префикс. Микро знак је изведен из малог грчког слова ми (μ). Та два могу, али не морају да изгледају исто, у зависности од фонта. HTML репрезентација за њега је &micro; (док се ми представља као &mu;).
Многи људи мисле да је разлика између „микро знака“ и „грчког слова ми“ вештачка и безначајна.